# Walgau
Der Walgau (rätoromanisch Val Druschaunaⓘ) ist eine etwa 20 Kilometer lange, von der Ill durchflossene Talung im Süden des österreichischen Bundeslandes Vorarlberg. Die stark bevölkerte Region bildet gemeinsam mit der Stadt Bludenz am östlichen Ende des Tals ein Ballungszentrum im ansonsten eher dünn besiedelten Süden Vorarlbergs. Im Westen grenzt der Walgau an die Stadt Feldkirch im noch dichter besiedelten Vorarlberger Rheintal.

## Name  und Sprache
Walgau bedeutet Walechgou / Welschgau, Gau der Romanen, in heutiger Sprechweise Rätoromanen, die das Tal überwiegend bewohnten. Der rätoromanische Name des Tals war nach Ulrich Campell Vutruschauna. In seiner Raetiae Alpestris Topographica Descriptio (nach 1570) schreibt er: “[…] ex antiqua inde consuetudine vocant ‚Vutruschauna‘, corruptius pro ‚Valdruschauna‘, id est Vallem Drusianam; […]” (deutsch: „Nach altem Brauch nennen sie es ‚Vutruschauna‘, entstellt aus ‚Valdruschauna‘, das heißt Vallis Drusiana.“). Der Name vallis drusiana (Valdruschauna / Tal des Drusus) soll vom römischen Feldherrn Nero Claudius Drusus abstammen. Johannes Guler von Wyneck schrieb 1616 in der Raetia, er habe noch alte Leute im Walgau gekannt, die rätisch reden konnten, doch jetzt sei bei ihnen allein die deutsche Sprache üblich.
Walgau (Welsch-Gau) war daher die Bezeichnung der Alemannen für den oberen Teil des Rheintals, solange diese ein Teil der Sprach- und Bevölkerungsgrenze zwischen Rätoromanisch und Deutsch war, wobei die Sprachgrenzen nie genau verliefen und in beiden Sprachteilen auch noch lange Sprachinseln bestanden (z. B. in Dafins, Sulz oder Weiler für die Verwendung des Rätoromanischen im unteren Rheintal).

## Geografie
Das Tal ist ein Seitental des Rheintals, das flussabwärts bei Bludenz beginnt, und in der Felsenau (Illschlucht) vor Feldkirch endet. Es wird im Süden vom Rätikon und im Norden vom Walserkamm begrenzt. Seine Fortsetzung findet es im Montafon und den Nebentälern der Ill, dem Großen Walsertal und dem Klostertal. Von Süden münden das Brandnertal, sowie einige unbewohnte Täler, namentlich das Saminatal bei Frastanz und das Gamperdonatal bei Nenzing.
Das Tal ist mit 50.324 Einwohnern (Stand: 31. März 2016) nach dem Rheintal das zweitbevölkerungsreichste Tal Vorarlbergs.
Die Ill durchfließt das breite Tal mit Auwäldern, die Wasserkraft wird im Walgauwerk bei Nenzing genutzt. Weiters bestehen auch zwei Wasserkraftwerke an der Lutz in den Gemeindegebieten von Ludesch und Bludesch.

### Gemeinden und Verbände
Der Walgau ist flächenmäßig nicht größer als die umliegen Talschaften Vorarlbergs, ist aber, besonders am Südhang, in zahlreiche Kleinstgemeinden gegliedert.
Gemeindeorte im Illtal (in Flussrichtung der Ill) auf der Nordseite:
| - Bludenz - Nüziders - Ludesch - Thüringen | - Bludesch - Schlins - Satteins - Göfis |

Gemeinden über dem Tal am Walserkamm:
| - Thüringerberg - Schnifis - Dünserberg | - Düns - Röns |

Dabei liegen Thüringerberg, und auch Ludescher Gemeindegebiet schon am Eingang des Großwalsertals
Gemeindeorte auf der Südseite:
| - Bürs - Nenzing | - Frastanz |

Die Gemeinden
- Lorüns und
- Stallehr

werden aus nicht eindeutig in die eine oder andere Richtung interpretierbaren historischen Gründen entweder dem Montafon oder dem Walgau zugerechnet. Auf Grund des doch beträchtlichen Höhenunterschiedes zwischen St. Anton im Montafon und Lorüns liegt Lorüns orographisch außerhalb des Montafons, nämlich auf Höhe des Bludenzer Talkessels, ebenso Stallehr. Regionalplanerisch gehören die beiden Gemeinden nicht zum Montafon, sondern zum Großraum Bludenz (Alpenregion Bludenz), wenn auch Lorüns landläufig als am Taleingang des Montafons liegend beschrieben wird. Stallehr liegt zugleich am Eingang des Klostertals.
Außerdem rechnet man auch im raumplanerischen Sinne die beiden Brandnertalgemeinden zum Walgau:
- Brand und
- Bürserberg

Das Tor zum Walgau bildet, schon im Rheintal:
- Feldkirch

Die letztgenannten fünf Gemeinden sind Mitglied im Gemeindeverband Regionalentwicklung IMWALGAU Gemeinden gemeinsam, Lorüns und Stallehr zudem im Stand Montafon und die Bezirk-Feldkircher Gemeinden (Düns, Dünserberg, Göfis, Röns, Satteins, Schlins, Schnifis) und auch Nenzing – also der untere Walgau – außerdem in Gemeindeverbänden des Rheintals engagiert.

### Nachbarregionen
Walgau mit Brandnertal; die umliegenden Gebirgsgruppen sind kursiv gesetzt
| Vorarlberger Rheintal                             | Laternsertal Walserkamm                     | Großes Walsertal              |
| Liechtenstein (Fst.) · Rätikon                    | Kompassrose, die auf Nachbargemeinden zeigt | Lechquellengebirge Klostertal |
| Rätikon Maienfeld/Bündner Herrschaft (Graubünden) | Rätikon Prättigau (Graubünden)              | Verwallgruppe Montafon        |

Bludenz und Umlandgemeinden, Klostertal und Brandnertal bilden zusammen die Alpenregion Bludenz

### Verkehr
Verkehrstechnisch wird das Tal durch die Rheintal/Walgau Autobahn (A 14), die Landesstraße L 190 Vorarlberger Straße und die Bahnstrecke Lindau–Bludenz erschlossen.
Das verkehrspolitische Funktionskonzept Rheintal – Walgau (FKRW) bildet die Planungsgrundlage für die beiden Hauptsiedlungsräume des Landes.

## Geschichte

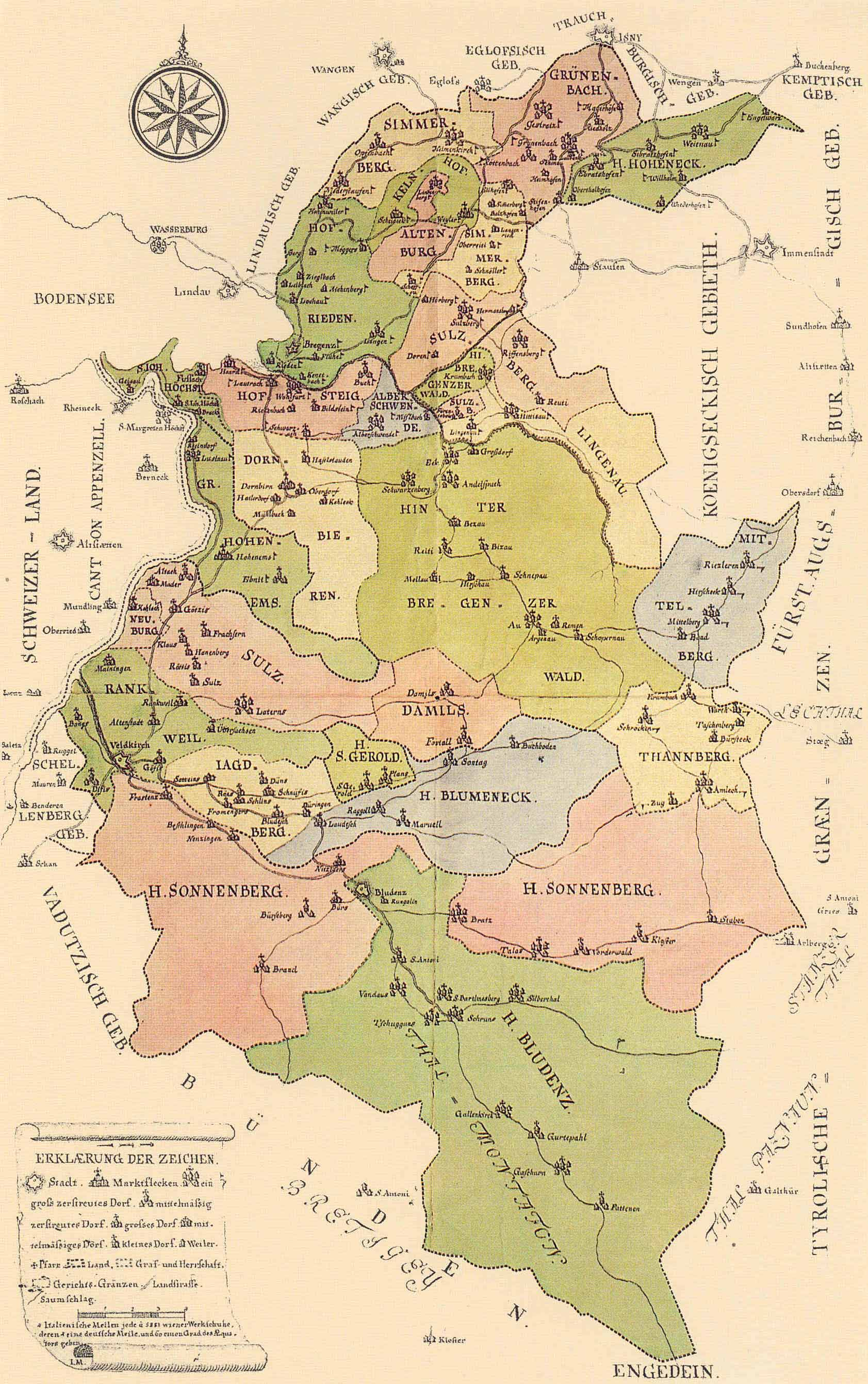
Karte Vorarlbergs (von 1783); Mitte unten rot, gelb und blau Hft. Sonnenberg, Jagdberg, Blumeneck

Der Walgau war bereits während der Jungsteinzeit wegen der günstigen klimatischen Verhältnisse und der vergleichsweise hohen Sicherheit aufgrund der Abgeschiedenheit des Gebietes besiedelt.
Ehemalige Verwaltungsgliederung:
| Grafschaft Sonnenberg                                  | Herrschaftssitz Nüziders                                                      | Wappen von Sonnenberg (heute Gemeinde Nüziders)  |
| umfasste im Walgau:                                    |                                                                               |                                                  |
| Herrschaft Blumenegg                                   | Abgegangene Burg bei Thüringen Thüringen, Bludesch, Ludesch und Thüringerberg | Blumenegger Wappen                               |
| Herrschaft Jagdberg                                    | Herrschaftssitz heutiges Schlins                                              | Wappen der Herrschaft Jagdberg (Abbildung fehlt) |
| wurde schon 1474 mit der Herrschaft Bludenz vereinigt: |                                                                               |                                                  |
| Herrschaft Rosenegg                                    | Abgegangene Burg bei Bürs                                                     | Wappen der Grafen von Werdenberg-Heiligenberg    |

Das Walgau mit dem Montafon und dem Großen Walsertal und den Klostertal gehörten bis zum 7. September 1808 zum Bistum Chur und bildet auch mit anderen Ortschaften und dem Tiroler Paznaun das sogenannte Capitulum Drusianum oder Drusianisches Kapitel.
Von 1805 bis 1814 gehörte der Walgau zum Königreich Bayern, ab 1814 dann wieder zu Österreich.

Mit der Neuordnung der Vorarlberger Gerichtssprengel im Jahre 1806 wurde der obere Walgau dem neu installierten Landgericht Sonnenberg mit Sitz in Bludenz unterstellt, der untere dem Landgericht Feldkirch, aus denen sich die heutigen politischen Bezirke entwickelt haben.
Der Walgau war 1945 bis 1955 Teil der französischen Besatzungszone in Österreich.

## Regionalentwicklung im Walgau
Seit Anfang 2009 führt die Region Walgau einen Regionentwicklungsprozess durch. Im Rahmen dieses Prozesses wurde ein regionales Wiki mit vielen Detailinformationen eingerichtet, das Walgau Wiki.